# Remus (motorfiets)
Remus is een historisch merk van motorfietsen.
Remus was een Engels merk dat bestond van 1920 tot 1922.
Men assembleerde er motorfietsen met 211 cc blokken van Radco in Birmingham.